# Adrian Fenty
Adrian Malik Fenty, född 7 december 1970 i Washington, D.C., är en amerikansk politiker (demokrat) som var Washingtons borgmästare från januari 2007 till januari 2011.
Fenty avlade sin grundexamen vid Oberlin College och juristexamen vid Howard University.
I borgmästarvalet besegrade han Linda Cropp i demokraternas primärval med 57 procent av rösterna mot Cropps 31 procent. I själva borgmästarvalet vann han med närmare nittio procent mot republikanen David Kranichs sex procent och Gröna partiets Chris Ottens fyra procent. Den sittande borgmästaren Anthony A. Williams kandiderade inte i valet.
Fenty är den hittills yngsta personen som innehaft posten, enär han var 35 år när han vann valet och 36 år vid tillträdet. Han är den yngste borgmästaren för en storstad i USA efter Luke Ravenstahl (född 1980) i Pittsburgh. Fenty är även ett stort fan av cykelsport och har varit i möten med ledningen för det klassiska Giro d’Italia för en eventuell start av tävlingen i Washington. På sin fritid tävlar även Fenty i trekamp.
Sedan 2013 är han partner med Laurene Powell Jobs, änkan till IT-entreprenören Steve Jobs.